# F.C. Fidene
Câu lạc bộ bóng đá Fidene là một câu lạc bộ bóng đá Ý đến từ Rome, Lazio.

## Lịch sử
Câu lạc bộ được thành lập vào năm 1963.
Vào mùa hè 2013, câu lạc bộ không thể tham gia 2013-14 Serie D và sau đó đã giải thể.

## Màu sắc và huy hiệu
Màu sắc của đội là đỏ và xanh. 